# برمودی‌کلرومتان
برمودی‌کلرومتان (به انگلیسی: Bromodichloromethane) با فرمول شیمیایی CHBrCl۲ یک ترکیب شیمیایی با شناسه پاب‌کم ۶۳۵۹ است. که جرم مولی آن 163.8 g/mol می‌باشد. شکل ظاهری این ترکیب، مایع بی‌رنگ است.